# Muschi da una vecchia canonica
Muschi da una vecchia canonica (in originale inglese Mosses from an Old Manse) è il titolo di una raccolta di racconti di Nathaniel Hawthorne, pubblicata nel 1846, anche se molti erano già apparsi su riviste. Il libro produsse in risposta alcune pagine critiche interessanti di Herman Melville, chiamate Hawthorne and His Mosses (su "New York Literary World", agosto 1850).
Nella seconda edizione del 1854 vennero aggiunti tre racconti. Al tempo di questa seconda edizione, Hawthorne scrisse al suo editore, James Thomas Fields, che non capiva più il senso delle allegorie di questi racconti. Scrisse: "Mi ricordo che ho sempre messo un significato, o almeno credevo di farlo.". Disse anche: "Sul mio onore, non sono del tutto sicuro di comprendere del tutto il senso di alcune di queste maledette allegorie [...] io sono parecchio cambiato da quei tempi e, a dire la verità, il mio sé passato non è più molto di mio gusto, per come lo vedo esprimersi in questo libro.". Ciò nonostante il libro ebbe maggior successo di critica della raccolta precedente..